# Ghost House Pictures
Ghost House Pictures è una casa di produzione cinematografica statunitense fondata nel 2002 da Robert Tapert e Sam Raimi, che a volte co-producono i film con Joe Drake e Nathan Kahane.

## Filmografia
- The Grudge, regia di Takashi Shimizu (2004)
- Boogeyman - L'uomo nero (Boogeyman), regia di Stephen Kay (2005)
- The Grudge 2, regia di Takashi Shimizu (2006)
- The Messengers, regia di Danny Pang Phat e Oxide Pang Chun (2007)
- La setta delle tenebre (Rise: Blood Hunter), regia di Sebastian Gutierrez (2007)
- 30 giorni di buio (30 Days of Night), regia di David Slade (2007)
- Boogeyman 2 - Il ritorno dell'uomo nero (Boogeyman 2), regia di Jeff Betancourt (2008)
- Boogeyman 3, regia di Gary Jones (2009)
- The Grudge 3, regia di Toby Wilkins (2009)
- Drag Me to Hell, regia di Sam Raimi (2009)
- Messengers 2 - L'inizio della fine (Messengers 2: The Scarecrow), regia di Martin Barnewitz (2009)
- 30 giorni di buio II (30 Days of Night: Dark Days), regia di Ben Ketai (2010)
- The Possession, regia di Ole Bornedal (2012)
- La casa (Evil Dead), regia di Fede Álvarez (2013)
- Poltergeist, regia di Gil Kenan (2015)
- Man in the Dark (Don't Breathe), regia di Fede Álvarez (2016)
- The Grudge, regia di Nicolas Pesce (2020)
- Il sacro male (The Unholy), regia di Evan Spiliotopoulos (2021)
- L'uomo nel buio - Man in the Dark (Don't Breathe 2), regia di Rodo Sayagues (2021)
- Nightbooks - Racconti di paura (Nightbooks), regia di David Yarovesky (2021)
- La casa - Il risveglio del male (Evil Dead Rise), regia di Lee Cronin (2023)